# Bernardino Luini

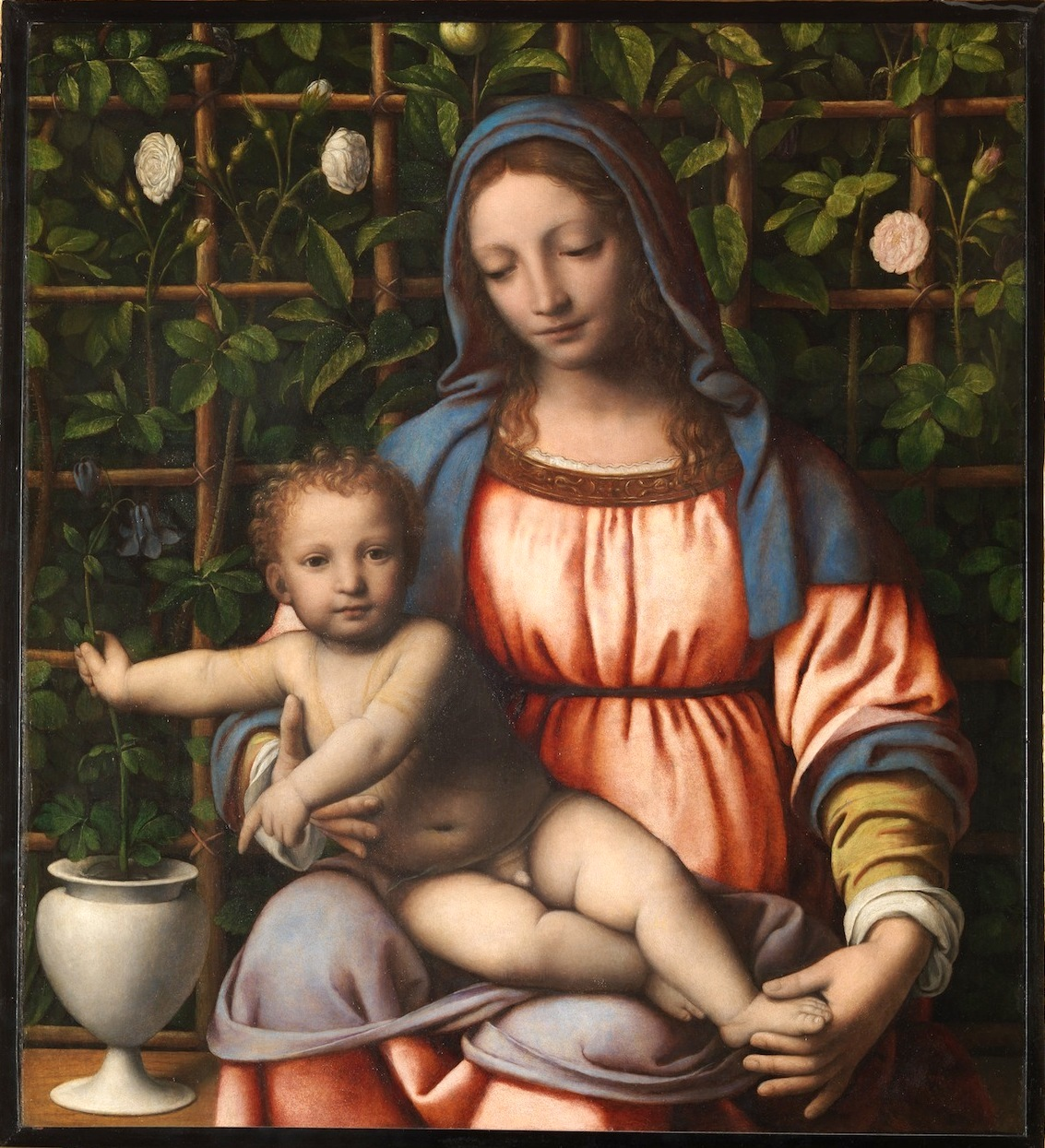
Madonna w ogrodzie różanym

Bernardino Luini (ur. 1480 lub 1485, zm. 1532) – malarz włoski. Informacje na temat jego wczesnego okresu twórczości są niepewne. Jest autorem cykli fresków. Prawdopodobnie prowadził dobrze prosperujący warsztat malarski. Był pod wpływem twórczości Leonarda da Vinci, jednakże nie pobierał od niego nauk. W pierwszych latach XVI wieku namalował obraz Jezus pośród uczonych w Piśmie, który znajduje się w zbiorach National Gallery w Londynie, a w latach 1520–1525 Madonnę w ogrodzie różanym, który znajduje się w zbiorach Pinakoteki Brera w Mediolanie.